# L'incomparabile avventura di un certo Hans Pfaall
L'incomparabile avventura di un certo Hans Pfaall (The Unparalleled Adventure of One Hans Pfaall) è un racconto di Edgar Allan Poe pubblicato per la prima volta nel 1835.

## Trama
In un giorno non ben precisato, nella piazza della Borsa di Rotterdam, un singolare oggetto volante, dalla forma di uno strano pallone, attraversa il cielo della città. Da essa compare un bizzarro omino, che getta alla folla una lettera prima di fuggire. Apertala, i presenti scoprono che si tratta di una missiva di Hans Pfaall, un riparatore di soffietti scomparso misteriosamente cinque anni prima e ritenuto morto.
Pfaall nella lettera racconta di aver architettato un piano per liberarsi di tre suoi creditori, prendendo spunto da un trattato di astronomia. Grazie a una serie di prestiti, aveva infatti realizzato un enorme pallone aerostatico, a cui aveva attaccato una navicella dotata di vari strumenti di misurazione; quindi, terminati i lavori, aveva invitato i creditori ad aiutarlo nella partenza, senza però precisare che cosa stessero facendo: al termine delle operazioni, accesa una miccia, li fece saltare in aria, mentre fuggiva a bordo del pallone. 
Deciso a evitare la pena che lo aspettava per il suo reato, e basandosi su alcuni calcoli da lui fatti, decise di raggiungere la luna: il resto del racconto narra quindi del viaggio di salita (durato diciannove giorni) e del suo approdo sul terreno del satellite, dove rimase per cinque anni. Alla fine della missiva Pfaall rivela che l'omino sul pallone comparso all'inizio del racconto è un abitante della luna, suo uomo di fiducia, e aggiunge di aver fatto importanti scoperte scientifiche che intende divulgare solo se verrà considerata decaduta la sua imputazione per omicidio. Tuttavia, la partenza dell'omino e i fatti narrati nello scritto generano molto clamore, e in molti finiscono per considerare tutta la storia una burla.

## Edizioni italiane
- L'incomparabile avventura di un certo Hans Pfaall, trad. di Delfino Cinelli e Elio Vittorini, in Racconti, Mondadori, Milano, 1961
- L'incomparabile avventura di un certo Hans Pfaall, trad. di Elio Vittorini, in Opere scelte, a cura di Giorgio Manganelli, Mondadori, Milano 1980
- L'impareggiabile avventura di un certo Hans Pfaall, in Tutti i racconti, le poesie e «Gordon Pym», Newton Compton, Roma 2009